# Andreas Küchler
Andreas Küchler (* 18. November 1953 in Freital; † 2. April 2001 in Dresden) war ein deutscher Maler und Grafiker.

## Leben
Küchler machte ab 1972 eine Lehre als Plakatmaler und arbeitete bis 1975 in diesem Beruf sowie als Rettungsschwimmer. Von 1975 bis 1980 studierte er bei Günter Horlbeck an der Hochschule für Bildende Künste Dresden Malerei. 1982 bis 1984 war er Meisterschüler Horlbecks. Ab 1984 arbeitete Küchler in Dresden als freischaffender Künstler. Sein Werk umfasst Bleistift- und Federzeichnungen, Druckgrafik, Aquarelle, Öl- und Gouachemalerei, Collagen und Assemblagen, diverse Kombinationstechniken, Objekte und Rauminstallationen.
Mit Anton Paul Kammerer, Bernd Hahn und Jürgen Wenzel bildete er der Künstlergruppe B 53 („Grafikwerkstatt B 53“). Gemeinsam betrieben sie in Dresden bis 1989 eine Atelierwerkstatt und produzierten u. a. jährlich die Grafikmappe Edition B 53, Künstlerbücher, graphische Einzelblätter und Leporellos. 1987/1988 war Küchler auf der Kunstausstellung der DDR vertreten. 1991 und 1992 hielt er sich als Stipendiat der Deutsch-Brasilianischen Kulturellen Vereinigung Berlin mehrere Monate in Brasilien auf. 1995 beteiligte er sich an einem Malerei-Symposium in Salzburg. U.a. mit Wolfgang Smy und Egon Pukall weilte er zu mehreren Arbeitsaufenthalten in Plinz.
Küchler war bis 1990 Mitglied im Verband Bildender Künstler der DDR.
Er wurde auf dem Johannisfriedhof in Freital-Deuben beigesetzt.

## Vermächtnis
Werke Küchlers befinden sich in einer Vielzahl von öffentlichen Sammlungen, u. a. im Kupferstichkabinett Dresden, im Kupferstichkabinett Berlin, im Museum der bildenden Künste Leipzig, im Lindenau-Museum Altenburg/Thüringen, im Brandenburgischen Landesmuseum für moderne Kunst Cottbus, der Kunstsammlung Neubrandenburg sowie in Sammlungen der Deutschen Bank.
Im Ausland befinden sich Arbeiten u. a. in den Grafischen Sammlungen der Staatlichen Museen Budapest und Sofia und des Museums für Moderne Kunst Sao Paulo, in der Sammlung für Moderne Kunst Toruń und der Sammlung des Bundeslandes Paraiba in Joao Pessoa.

## Ehrungen
- 1988 Anerkennungspreis auf der Europäischen Triennale der Handzeichnungen, Nürnberg
- 1998 Anerkennungspreis der Vereinigten Elektrizitätswerke Berlin (mit Hans Scheuerecker)

## Rezeption
„Andreas Küchler war ein stiller Poet, der unaufgeregt mit magischen Bildzeichen und einem schwermütigen Kolorit das Leben durchschaute, die Unwägbarkeiten, Unberechenbarkeiten und Unsicherheiten.“ (Dresdner Neueste Nachrichten, 2017).

## Darstellung Küchlers in der bildenden Kunst
- Ludwig Rauch: Andreas Küchler, Dresden (Fotografie, 1988)[3]

## Werke (Auswahl)
- Vorstadt (Offsetlithographie; 1984)[4]
- Und morgen kommt Hans Isegrimm, da wird’s schlimm (Mischtechnik auf Papierfaltrollo, 1985; im Bestand des Brandenburgischen Landesmuseums für moderne Kunst, Cottbus)[5]
- Mondgucker (Gouache, 1996)[6]
- Bild vom Lande (Tafelbild, Öl; 1997/2000)[7]
- Der Geheime (Tafelbild, Öl; 1999/2000)[7]

## Einzelausstellungen (Auswahl)
- 1987 Erfurt Galerie erph (mit Bernd Hahn, Anton P. Kammerer und Jürgen Wenzel)
- 1983 Dresden, Galerie Mitte (mit Hans Hendrik Grimmling und Veit Hoffmann)
- 1995 Neubrandenburg, Kunstsammlung Neubrandenburg
- 1995 Dresden, Leonhardi-Museum
- 1988/1989 Frankfurt/Main, Galerie Oevermann (Malerei, Zeichnungen, Collagen; mit Bernd Hahn, Anton P. Kammerer und Jürgen Wenzel)
- 1989 Leipzig, Galerie Theaterpassage (mit Kristian Otto)
- 1992/1993 Frankfurt/Main, Dresdner Bank AG
- 1992 Leipzig, Galerie am Kraftwerk („Billett“)
- 2004/2005 Dresden, Leonhardi-Museum
- 2013 Bärenstein, Galerie Geißlerhaus (mit Wolfgang Petrovsky)
- 2015/2016 Dresden, Galerie Sybille Nütt („Der Geheime“; Malerei und Grafik)
- 2016 Ahrenshoop, Galerie Alte Schule (mit Bernd Hahn und Michael Wirkner)
- 2017 Dresden-Quohren, Galerie Q
- 2018 Freital, Einnehmerhaus